# 짜뚜짝 시장

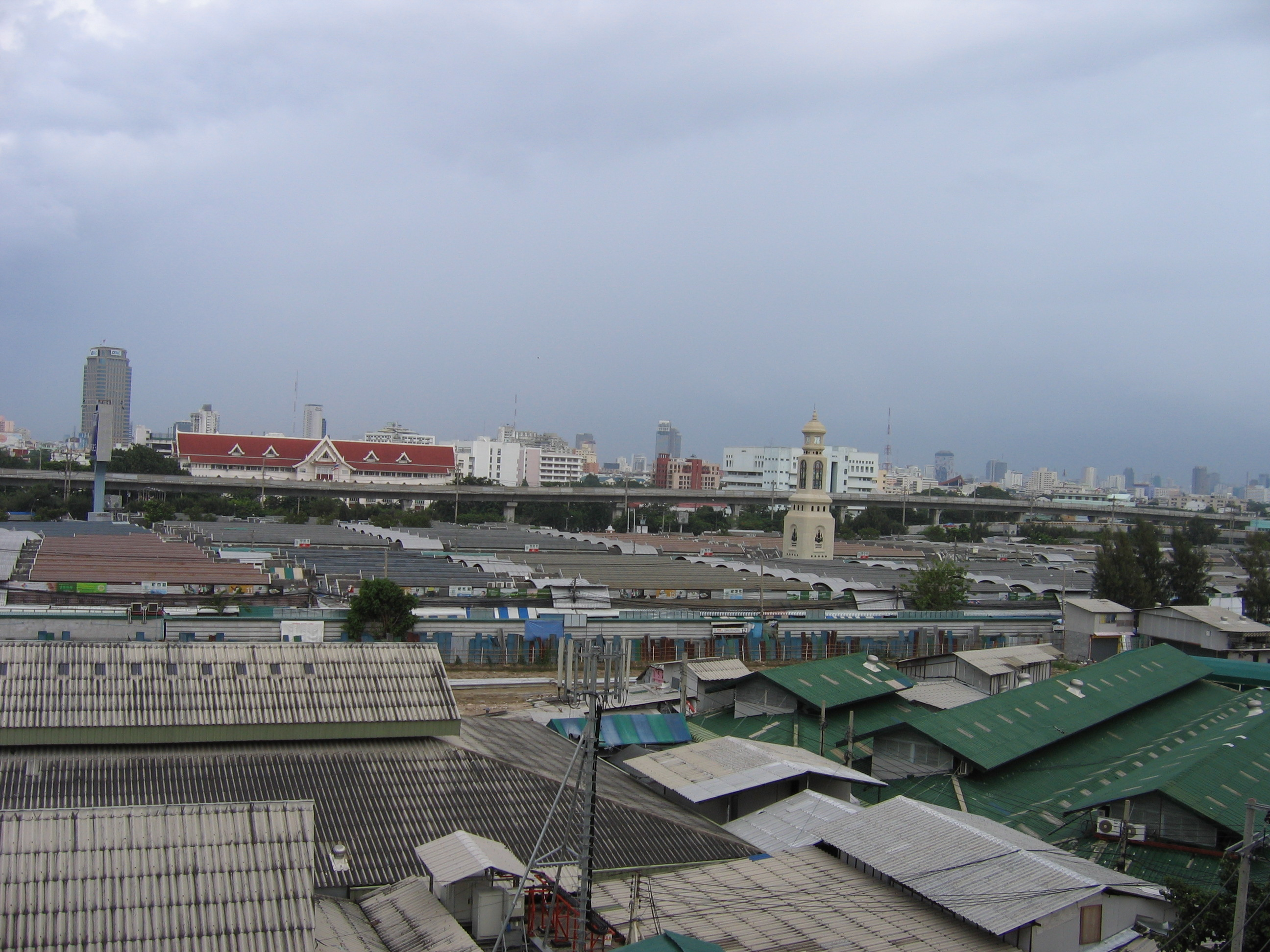
위에서 바라본 짜뚜작 주말 시장

짜뚜짝 시장(태국어: ตลาดนัดจตุจักร, Chatuchak Weekend Market 발음 (도움말·정보))은 태국 방콕에서 가장 큰 시장이다. 종종 J.J.라고도 불리며, 1.13 km2의 면적을 가지고 있고, 5,000개의 점포를 보유하고 있으며, 하루 방문자 수가 20만에서 30만에 이른다고 추정되고 있다. 대부분의 점포들은 주말에만 문을 연다.

## 역사
짜뚜짝 시장은 태국의 전 수상(1938-1944, 1948-1957)이었던 플랙 피불쏭끄람 장군에 기인한다. 장군은 모든 타운마다 벼룩 시장이 설치되어야 한다는 생각을 가지고 있었다. 결과적으로 방콕에 생긴 최초의 시장은 싸남 루앙에서 열렸고, 싸남루앙 벼룩시장이라고 불렀다. 그러나 도시 설계로 인한 공간이 필요하게 되자 싸란롬 왕국 근처로 이전하였으며, 그곳에서 8년을 지속했다. 그 이후 다시 ‘싸남차이’로 이전하였지만, 협소한 공간 때문에 다시 싸남루앙으로 이전하였다. 같은 해 정부는 이 시장을 방콕의 공원으로 만든다는 계획을 세우고, 1982년에 개최된 〈방콕 200주년 기념 행사〉지로 사용되었다. 벼룩 시장은 파혼요틴 지역으로 옮겨갔으며, 그 이후 ‘짜뚜짝 시장’이라고 부르게 되었다.

## 위치
짜뚜짝 시장은 MRT 방콕 지하철 블루 라인 깜빵펫 역 근처에 위치하며, BTS 스카이 트레인 쑤쿰빗 선 머칫 역에서 걸어서 5분 거리이다. 또한 지하철 쑤안 짜뚜짝(짜뚜짝 공원) MRT 역에서 내리면 된다.

## 규모와 품목
짜뚜짝 시장에는 사람 사는 온기로 가득하다. 이곳이 대부분의 방콕 여행 안내서에 필수코스로 소개된 이유는 시장에 들어선 순간 어렵지 않게 알 수 있다. 일단 시장 규모가 무척 크다. 하루종일 둘러봐도 골목골목 빼곡히 자리한 이곳의 상점들을 모두 훑어보기에는 역부족일 정도다. 27개 구역에서 없는 것 없이 다양한 물건이 판매된다. 가정 용품, 주방용품, 액세서리, 의류, 태국 전통 수공예품, 종교 품목, 수집품, 중고 책, 음식, 동물들까지 상품의 천국이다. :86

## 조언
미로처럼 연결된 길 사이로 매장들이 빼곡히 밀집해 있는데다 에어컨도 없어 매우 더운 편이다. 중간중간 충분한 수분을 섭취하지 않으면 쉬이 지치게 된다. 또한 워낙 혼잡한 곳인 만큼 소매치기를 주의해야 한다. :862008년 6월 짜뚜짝 관계 당국은 시장 전체에 흡연 금지령을 내렸으며, 위반자에 대해서는 벌금 2000바트를 부과한다. 그러나 태국의 많은 흡연금지 구역처럼 엄격하게 지키지는 않는다.

## 볼거리

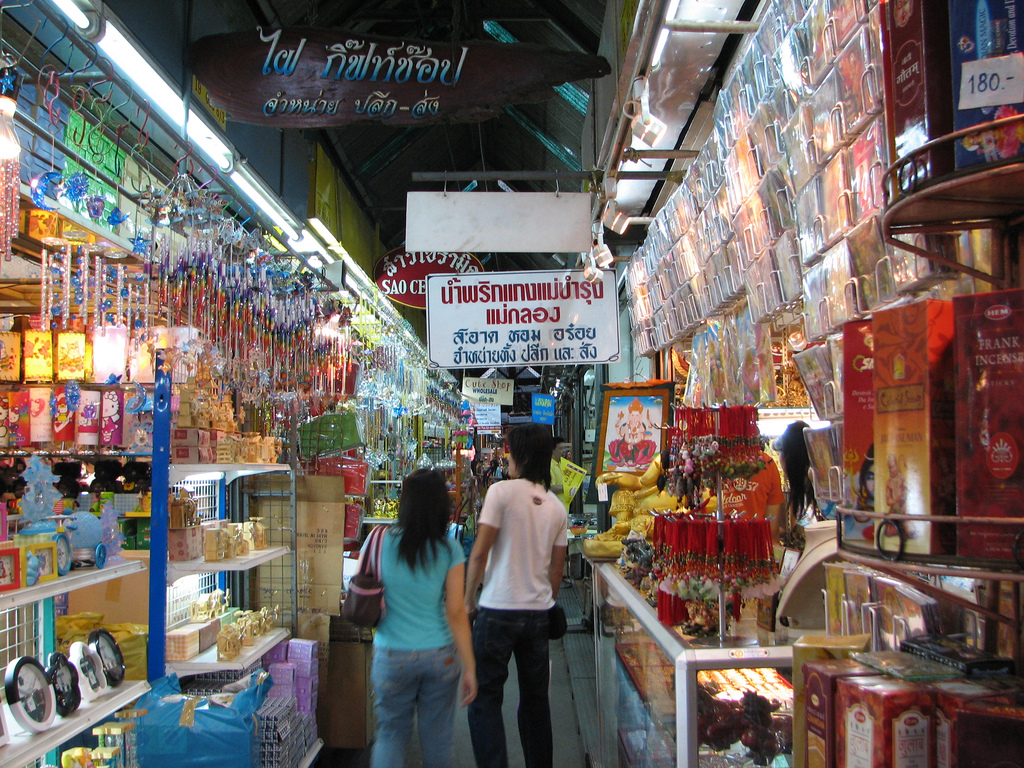
시장의 좁은 길

- 짜뚜짝 공원
- 아동 발견 박물관
- JJ몰
- 짜뚜짝 플라자
- 시리낏 여왕 공원
- 태국 철도 박물관

## 같이 보기
- 방콕의 시장

## 갤러리

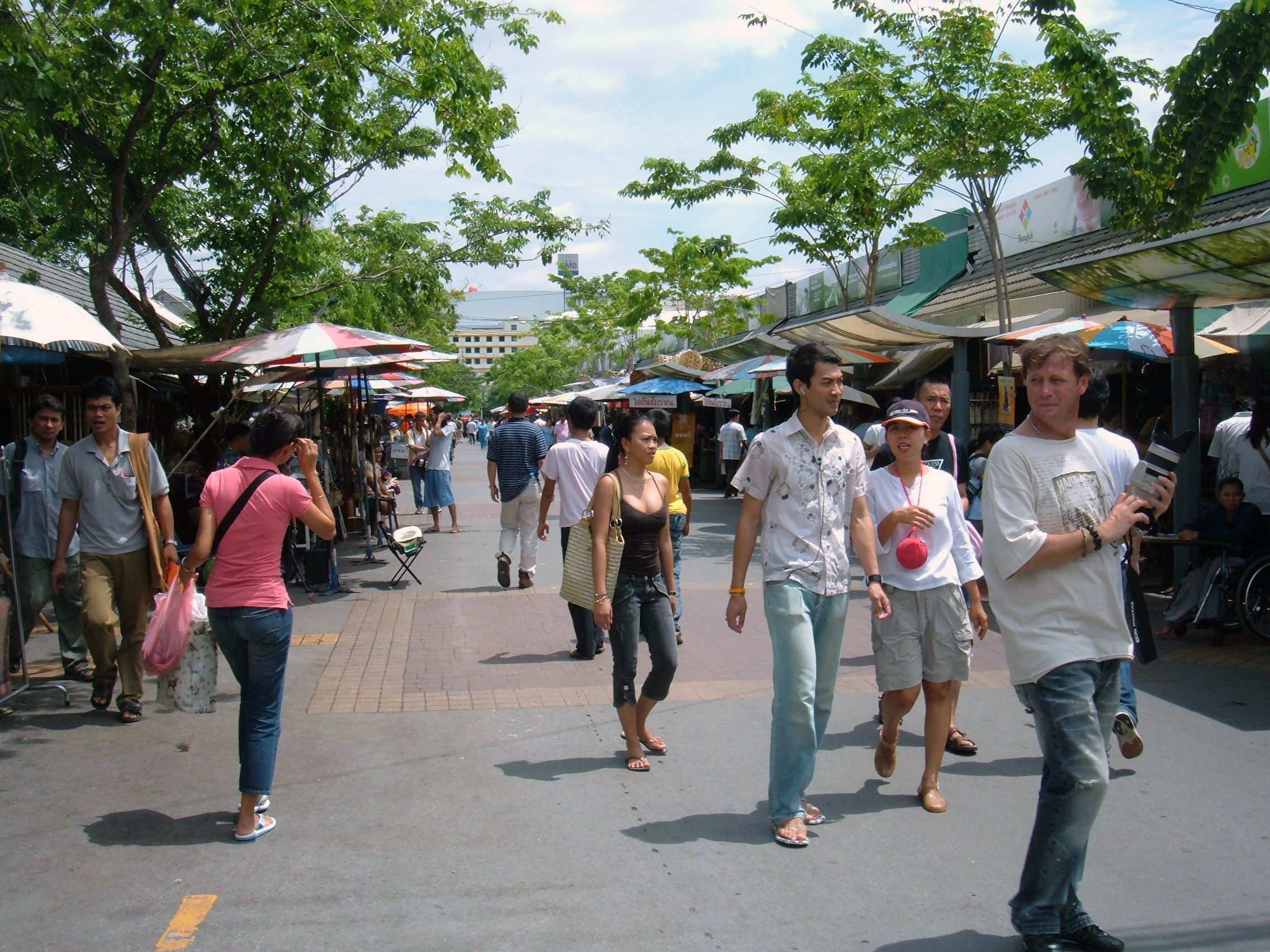
주말 야외 가판대
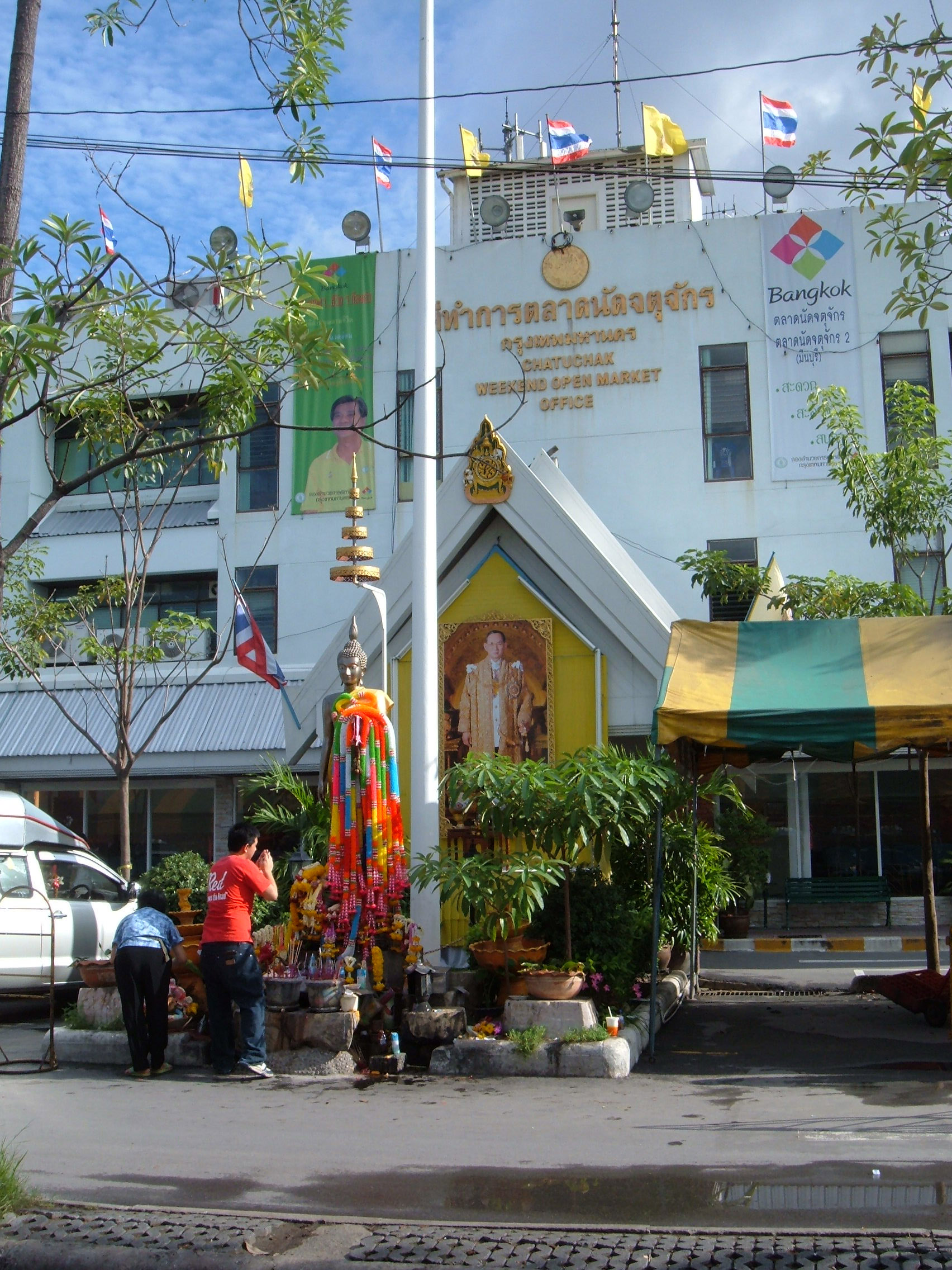
시장 사무실
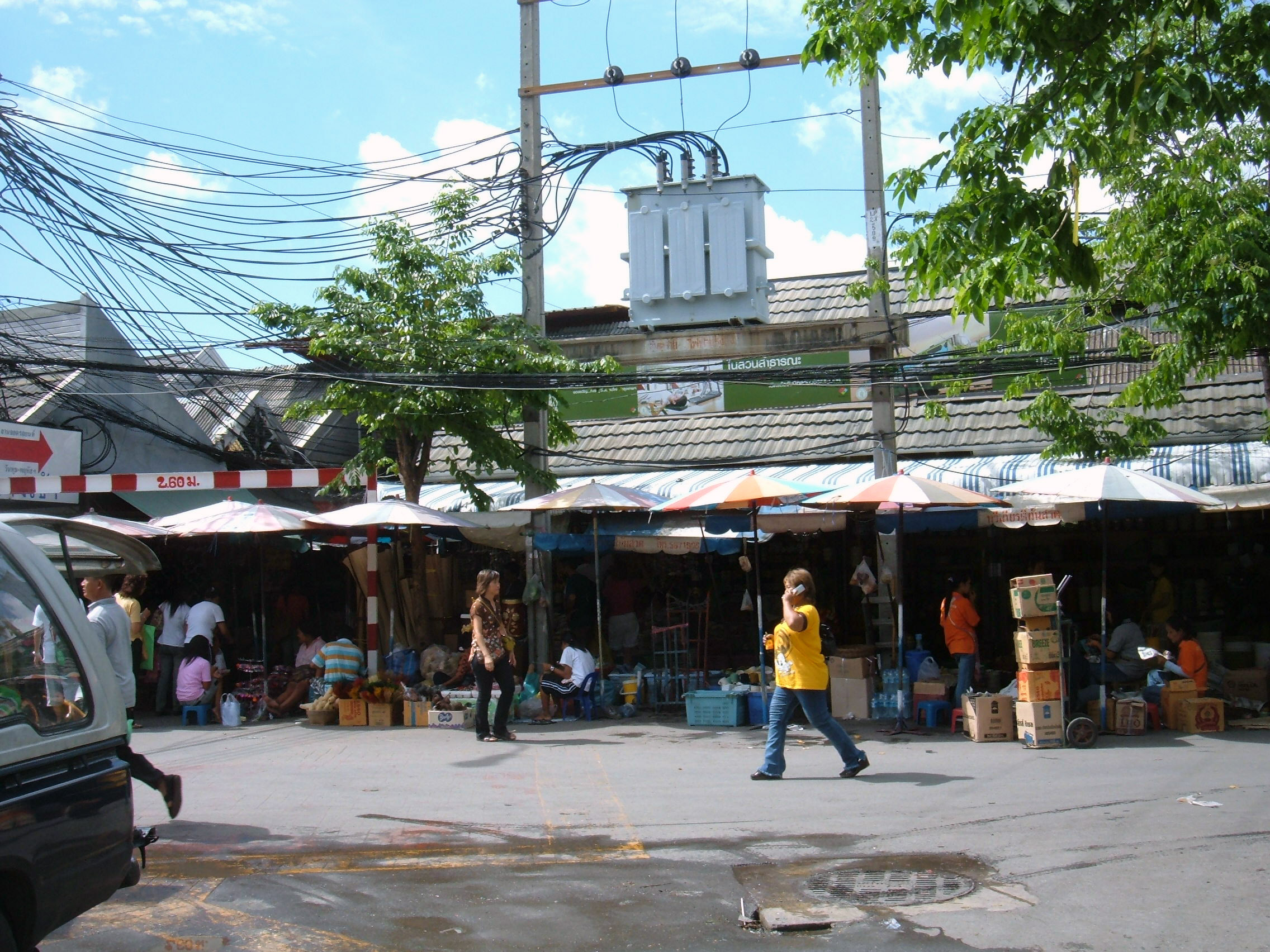
야외 가판대
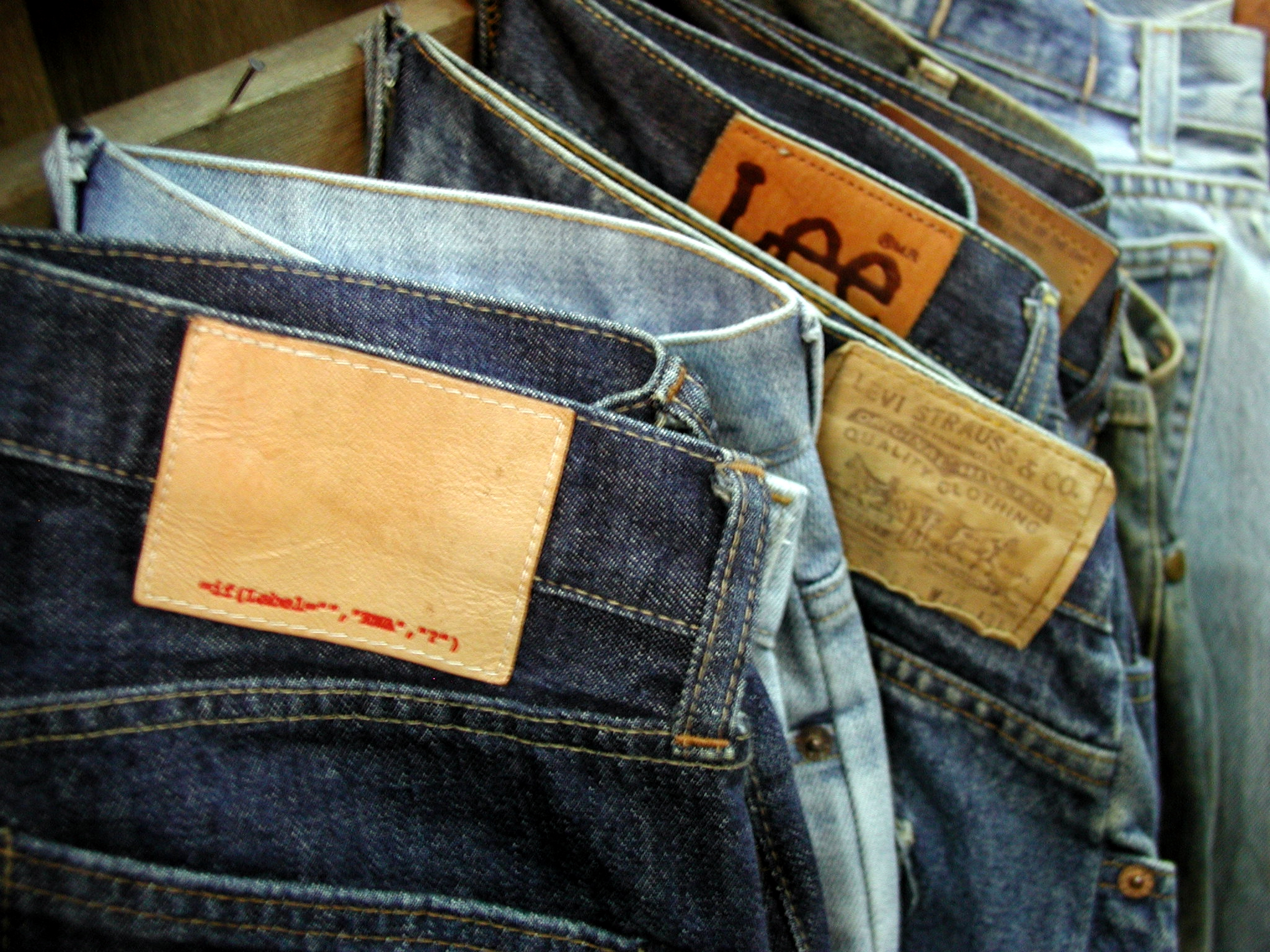
시장의 물건
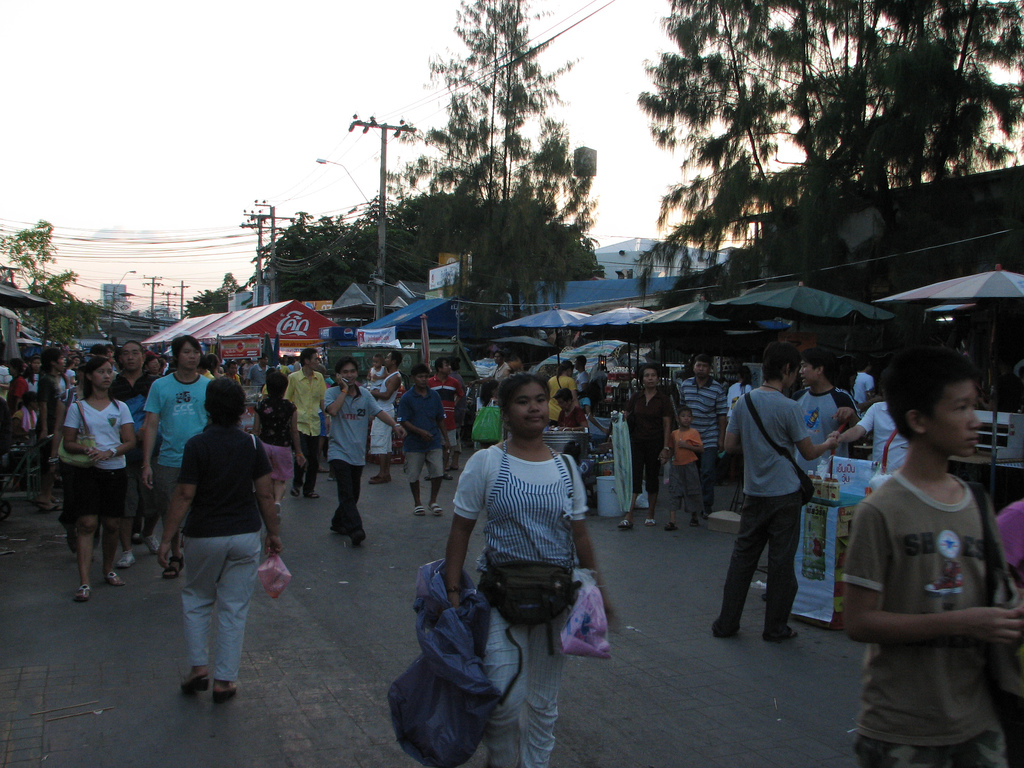
짜뚜짝 시장의 사람들